# 高木伸三
高木　伸三（たかぎ　しんぞう、1949年生 -2017年 ）は、日本の教育者。愛媛県大三島出身。元浜松市教育委員会教育長。

## 学歴
- 1973年　愛知大学文学部文学科英文学専攻卒業。

## 職歴
- 小学校教諭として愛媛県東予市に赴任。
- 1975年　愛知県春日井市立小学校教諭。
- 1977年　浜松市立葵が丘小学校教諭。
- 1982年　釜山日本人学校教諭。
- 1985年　浜松市立広沢小学校教諭。
- 1990年　浜松市立都田小学校教諭。
- 1994年　浜松市立相生小学校教諭。
- 1996年　静岡県教育委員会義務教育課管理主事。
- 1999年　浜松市立葵西小学校校長。
- 2001年　浜松市教育委員会学校教育課副参事。
- 2003年　浜松市教育委員会学校教育課課長。
- 2006年　浜松市立曳馬小学校長。
- 2007年　浜松市教育委員会教育長。

## トピックス
- 2013年、浜松市では半年間で教員４人が少女に対する淫行などで逮捕された。高木は記者会見を開き、「一人一人の教員の姿が見えない。続出する不祥事をどうしたら止められるのか、正直なところ分からない」と謝罪を行った[1]。